# Jonas Otter (orientalist)
Jonas Otter (i Frankrike kallad Jean, vilket i en del äldre texter på svenska återgivits med Johan), född den 23 oktober 1707 i Kristianstad, död den 26 september 1748 i Paris, var en svensk orientalist verksam i Frankrike.
Otter blev 1724 student vid Lunds universitet men övergick 1728 i Stockholm till romersk-katolska läran, varefter han reste till Frankrike. I Rouen intogs han i prästseminariet och tillbragte där tre år, men ansåg sig inte kunna anlägga tonsuren. I stället antog han, som redan med lätthet skrev och talade nästan alla europeiska språk, en plats vid postverket i Paris. Beskyddad av kardinal Fleury och greve de Maurepas, erhöll Otter 1734 uppdrag att resa till Orienten, dels för att grundligt studera österländska språk, dels även för att tillse, genom vilka åtgärder Frankrikes handelsförbindelser med Persien åter skulle kunna upprättas. Han reste först till Konstantinopel samt begav sig 1736 till Esfahan i sällskap med guvernören i Bagdad Ahmed Pascha. I Esfahan och Basra uppehöll han sig, delvis under ganska svåra förhållanden, till 1743, ständigt sysselsatt med språkstudier och iakttagelser, samt återvände då på kallelse till Frankrike efter att ha lyckats åstadkomma en överenskommelse med Ahmed pascha rörande franska handeln i Basra. 
Efter återkomsten utarbetade Otter sina anteckningar och utgav 1748 Voyage en Turquie et en Perse (översatt till tyska 1781, 1789), ett arbete som lämnar utmärkta upplysningar om de persiska orter författaren besökt och även meddelar en historik över Nadir Shah och hans framfart. Reseskildringen väckte betydligt uppseende samt åstadkom en fullständig omvälvning i dittills rådande åsikter och kännedomen om dessa avlägsna orter. I Sverige framhöll Samuel Ödmann arbetets betydelse. Otter erhöll en pension och anställdes vid kungliga biblioteket i Paris som uttolkare i österländska språk. År 1746 utnämndes han till professor i arabiska vid Collège Royal, blev 1748 ledamot av Académie des inscriptions et belles-lettres och tog inträde där med ett föredrag om arabernas erövring av Afrika, vilket trycktes i akademiens handlingar. Han utgav även en översättning av Olof von Dalins Svea rikes historia (1:a delen 1748). Från sin resa i Orienten hemförde Otter flera skrifter på mandeiska, som blev underlaget för Matthias Norbergs arbeten om språket.